# Христофоровка (Криворожский район)
Христофо́ровка (укр. Христофорівка) — посёлок, Лозоватская сельская община, Криворожский район, Днепропетровская область, Украина.

## Географическое положение
Посёлок городского типа Христофоровка находится на берегу реки Боковенька (в основном на левом берегу), выше по течению на расстоянии в 3 км расположено село Павловка, ниже по течению на расстоянии в 2,5 км расположено село Кудашевка. Выше по течению на реке сооружено Христофоровское водохранилище.

## История
Село Христофоровка основано в 1830-х годах.
В 1958 году — присвоен статус посёлка городского типа.
В 1989 году численность населения составляла 2039 человек.
По состоянию на 1 января 2013 года численность населения составляла 1450 человек.

## Экономика
- ОАО «Христофоровский завод огнеупорных блоков и бетонов» — единственный на Украине завод огнеупорных блоков и бетонов (построен в 1969 году). Не работает.
- ООО «Павловские минералы» (наследник завода ВБ и Б).

## Объекты социальной сферы
- 1 школа.
- 1 детский садик.
- Амбулатория.

## Транспорт
- Ближайшая железнодорожная станция Гейковка на линии Кривой Рог—Долинская.
- Маршрутный рейс <403> Кривой Рог — Христофоровка.
- Маршрутный рейс <414> Кривой Рог — Христофоровка (через Лозоватку).

## Достопримечательности
- Братская могила советских воинов;
- Гидросооружение (плотина) на Христофоровском водохранилище.